# Ільталь Карл-Гейнріх Іванович
Карл-Ге́йнріх Іва́нович Ільта́ль (нар. 24 жовтня 1885  — пом. ?) — військовик, поручик.

## Життєпис

### Родина
Народився в лютеранській міщанській сім’ї.

### Освіта
1896 року склав вступні іспити для зарахування в перший клас чоловічої гімназії міста Златополя , яку успішно закінчив (випуск 1904 року, атестат № 722).
1908 року закінчує 1-е Київське військове училище. 15 червня 1908 року отримує звання підпоручик з вислугою з дня випуску і скеровується у 24-й Сімбірський піхотний полк.

### Військова діяльність
З 1908 року, у званні підпоручик служить  у 24-му Сімбірському піхотному полку і 5 листопада 1912 року отримує звання поручик з вислугою з 15 червня 1912 року.
З вибухом  Першої світової війни відзначається у битвах, за що отримує державну нагороду.

## Нагороди
- Орден Святої Анни 4 ступеня з написом «За хоробрість» (19 березня 1915 року затверджене нагородження командувачем 2-ю армією за відзнаку в битвах з ворогом)[5].